# 岑遠
岑遠（1516年—？），字昂霄，廣東廣州府南海縣人，軍籍，明朝政治人物。

## 生平
嘉靖二十五年（1546年）丙午科廣東鄉試第二十八名，二十九年（1550年），登庚戌科三甲第一百四十名進士，曾官直隸丹陽縣知縣。三十七年左右任虞城縣知縣。

## 家族
曾祖岑桂清；祖父岑觀全；父岑妙安，母梁氏。慈侍下。兄達、貴、逵。